# Produzione di energia elettrica

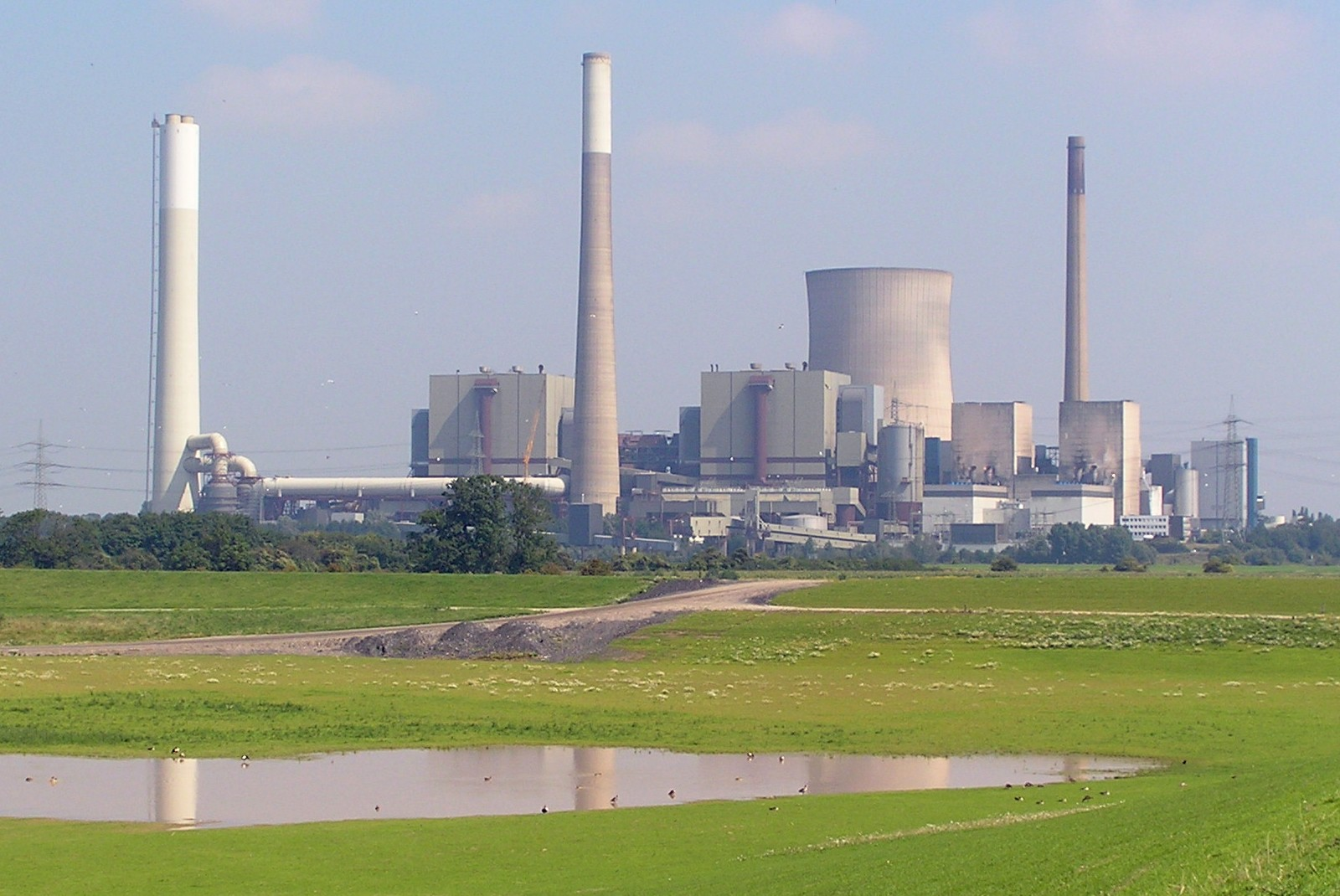
Centrale a carbone

La produzione di energia elettrica, nell'ingegneria elettrica, rappresenta la prima fase del processo che conduce dalla produzione stessa fino all'utilizzo finale di energia elettrica, passando per le fasi di trasmissione e distribuzione di energia elettrica. Tipicamente la produzione avviene per conversione di energia sempre a partire da una fonte primaria di energia attraverso le centrali elettriche e regolata dal dispacciamento (produzione centralizzata) oppure attraverso sistemi di auto produzione attestati sulla rete elettrica di distribuzione (produzione distribuita).

## Descrizione

### Importanza

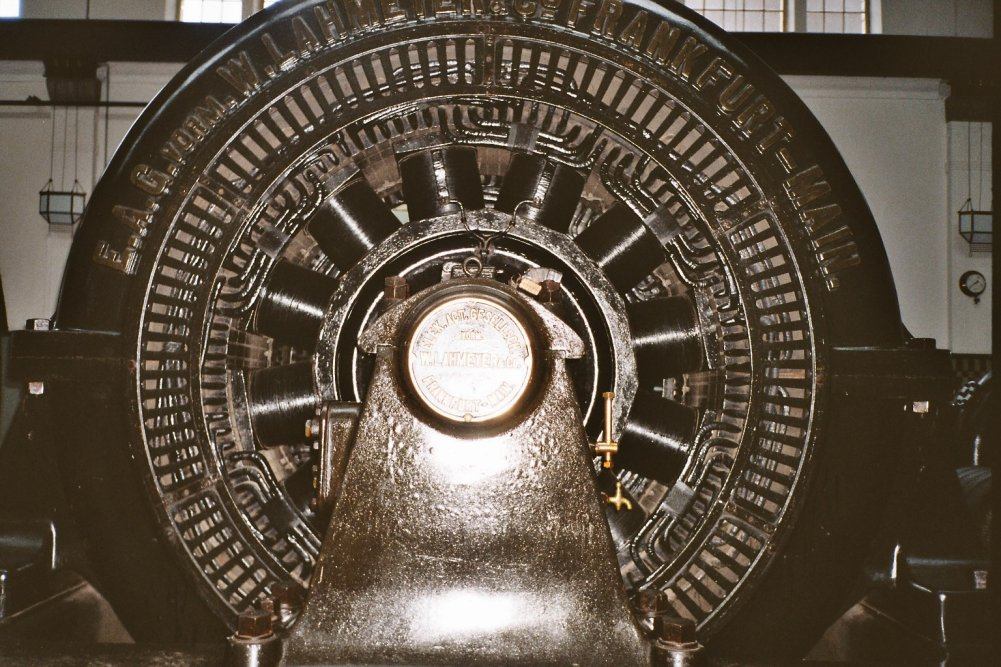
Un alternatore trifase per la produzione di energia elettrica

L'importanza di questa produzione e distribuzione risiede nel fatto che la società moderna si basa fondamentalmente sul consumo e lo sfruttamento dell'energia, di cui una quota parte significativa è rappresentata proprio dall'energia elettrica. Osservando la vita quotidiana ci si rende conto infatti che tutte le attività umane sono legate all'uso di qualche forma di energia: l'automobile che sfrutta l'energia prodotta dalla combustione dei carburanti, le barche a vela che sfruttano la spinta del vento cioè la sua energia cinetica, gli elettrodomestici e gli utensili che usano l'energia elettrica, le batterie e le pile che usano energia chimica, ecc.
Naturalmente affinché l'energia elettrica possa essere usata è necessario produrla perché di fatto essa non è un'energia primaria liberamente presente in natura con modalità e quantità tali da poter essere utilizzata a fini pratici. La produzione viene effettuata nelle centrali elettriche.

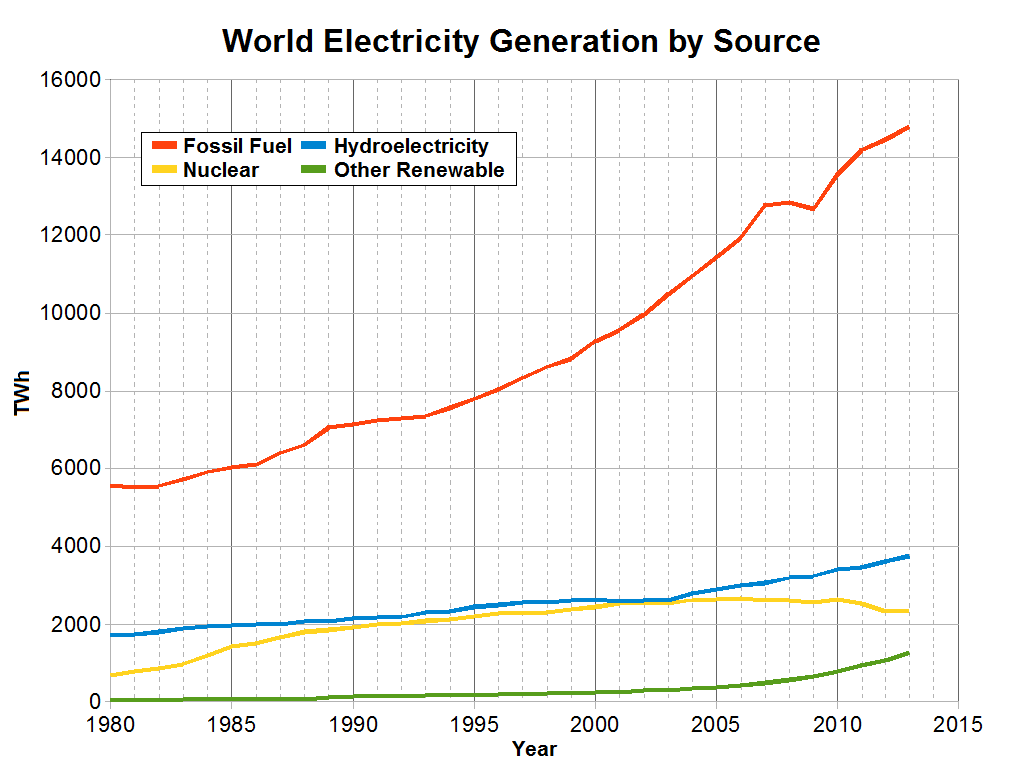
Produzione d'energia elettrica dal 1980 al 2013 (EIA)

È nel 1870 che l'accoppiamento della dinamo alla turbina idraulica diede avvio alla produzione commerciale di energia elettrica. La prima centrale termoelettrica venne invece impiantata in Pearl street a New York nel 1882 per rifornire la prima rete di illuminazione pubblica. In precedenza l'unico modo di produrre energia elettrica era da reazioni chimiche ovvero tramite batterie di pile, difatti l'unico utilizzo pratico dell'energia elettrica era per il telegrafo. Nel 1870 la produzione meccanica di energia elettrica diede l'avvio alla seconda rivoluzione industriale e fu un fiorire di invenzioni sull'uso di tale energia, i cui maggiori contributori per antonomasia sono stati Thomas Alva Edison e Nikola Tesla.
| Anno | Primato nella produzione elettrica mondiale |
| ---- | --- |
| 1883 | Prima centrale termoelettrica, che convertiva l'energia chimica contenuta nel carbone                                                                    |
| 1885 | Inizio illuminazione elettrica stradale |
| 1892 | Prima centrale idroelettrica, che convertiva l'energia cinetica di una massa d'acqua, talvolta chiamata con una certa enfasi "carbone bianco" delle Alpi |
| 1893 | Inizio elettrificazione tramvie, ferrovie e industrie |
| 1915 | Produzione elettrica di 3 000 milioni di chilowattora |
| 1930 | Produzione elettrica di 10 670 milioni di chilowattora                                                                                                   |
| 1950 | Produzione elettrica di 24 680 milioni di chilowattora                                                                                                   |
| 1957 | Produzione elettrica di 45 000 milioni di chilowattora                                                                                                   |

## Metodi di produzione

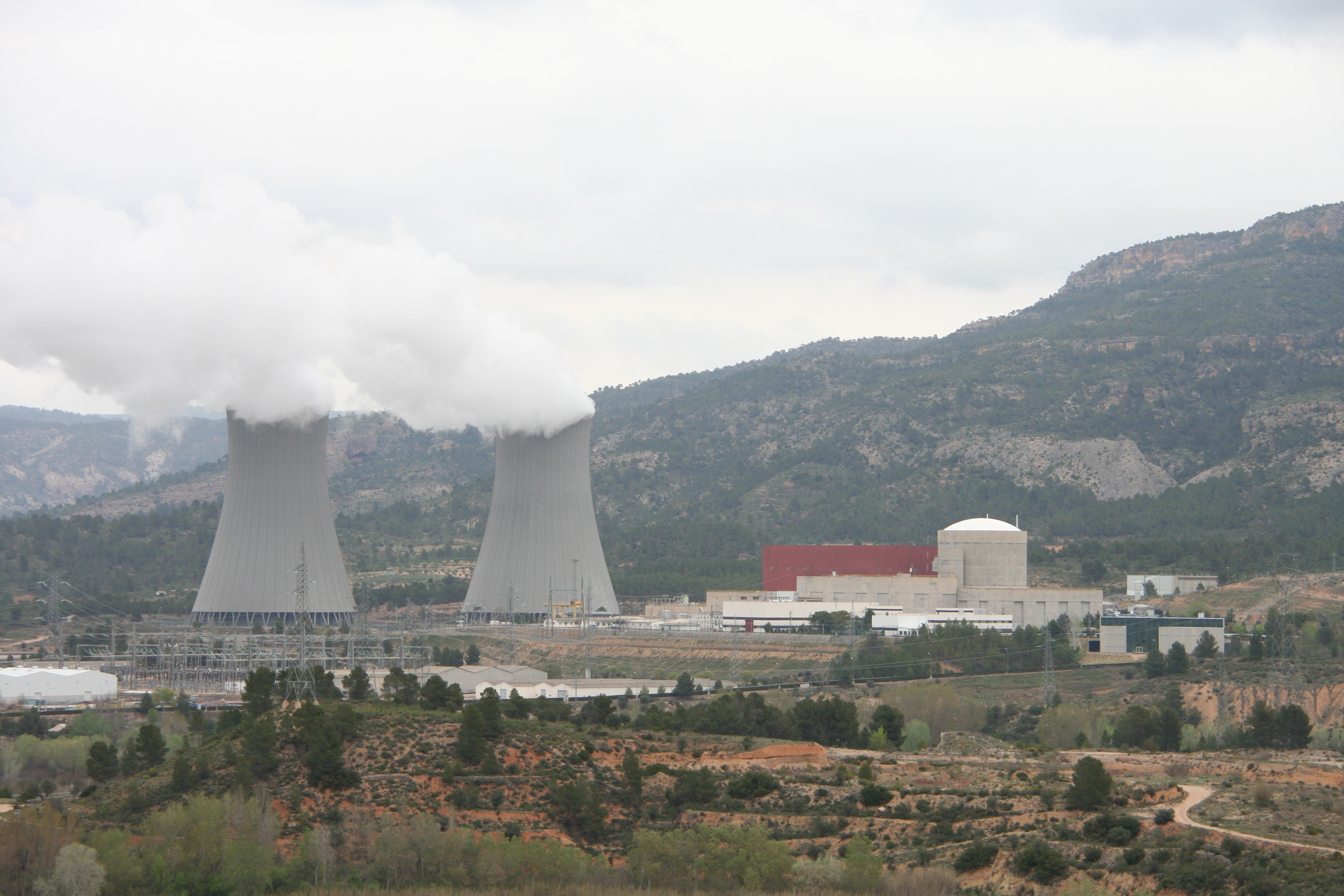
Centrale nucleare

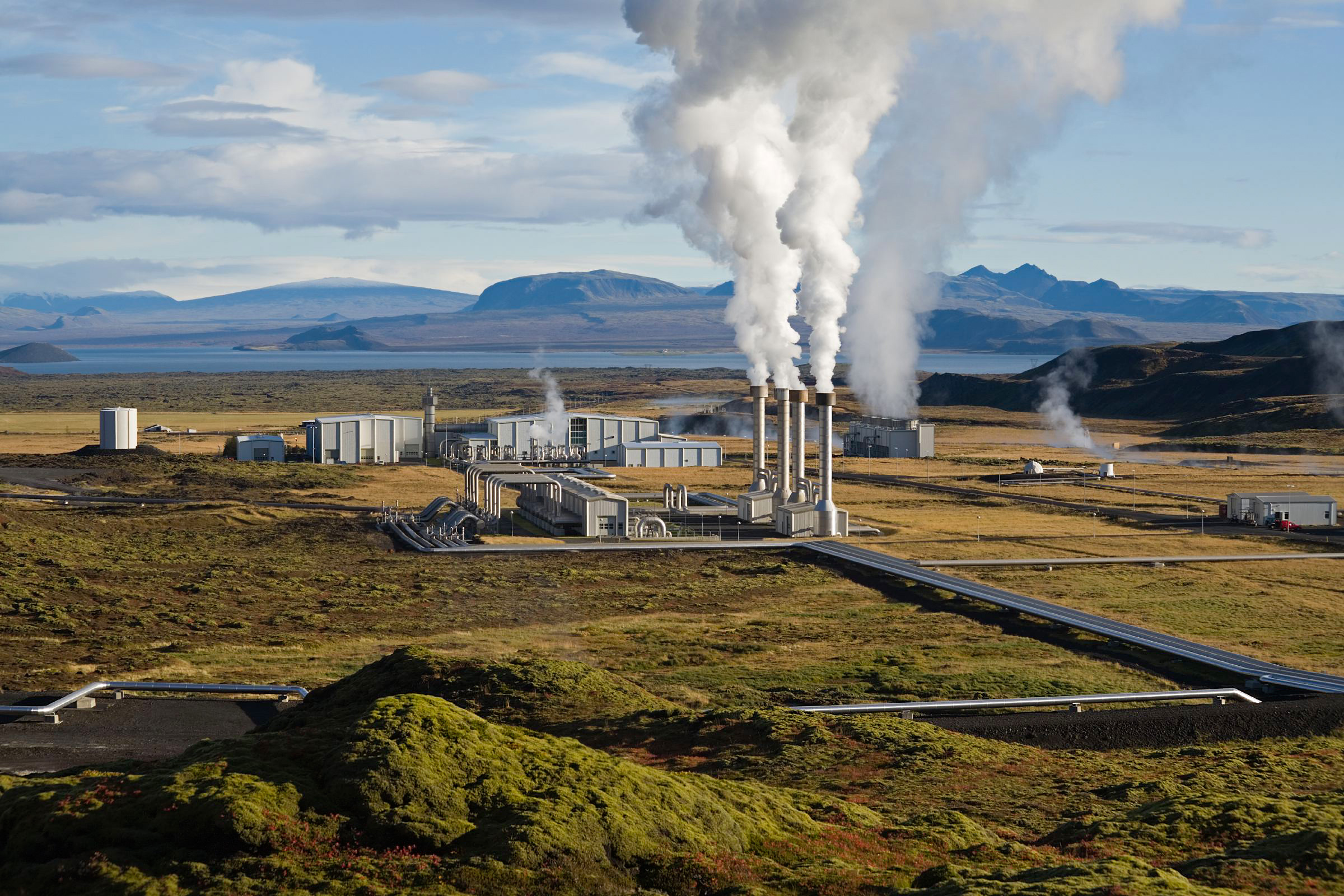
Centrale geotermica

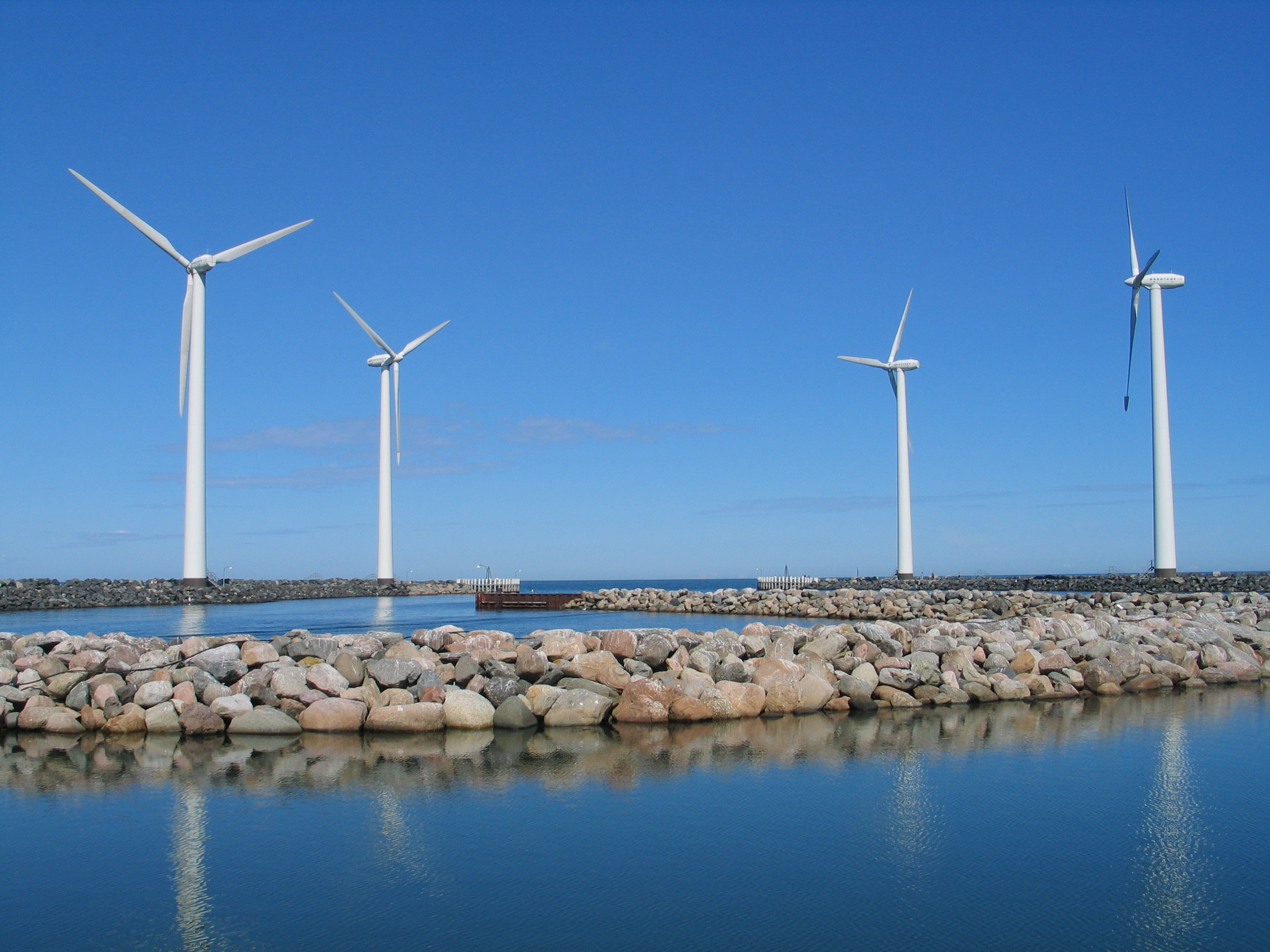
Centrale eolica

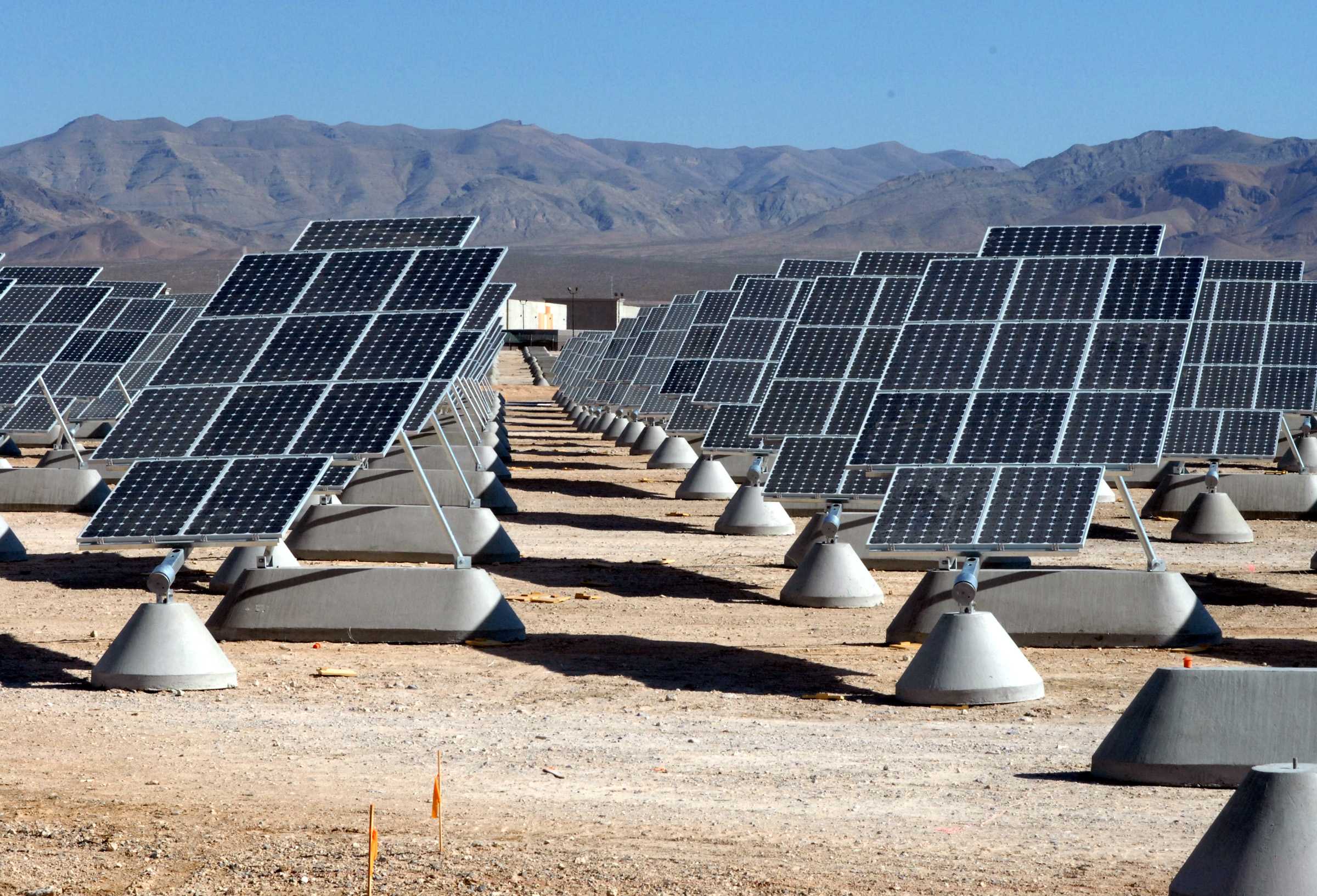
Centrale solare

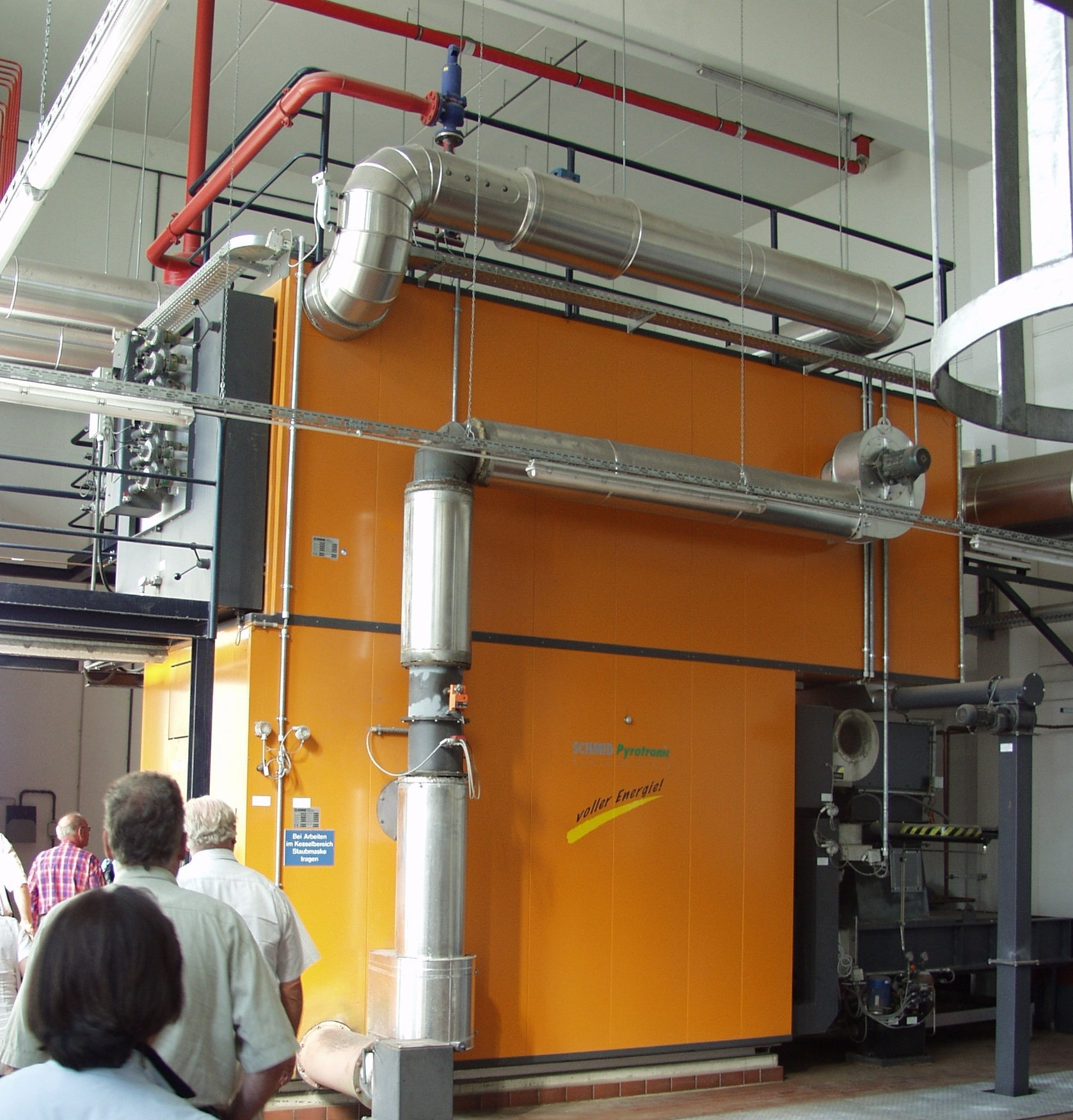
Centrale a biomassa

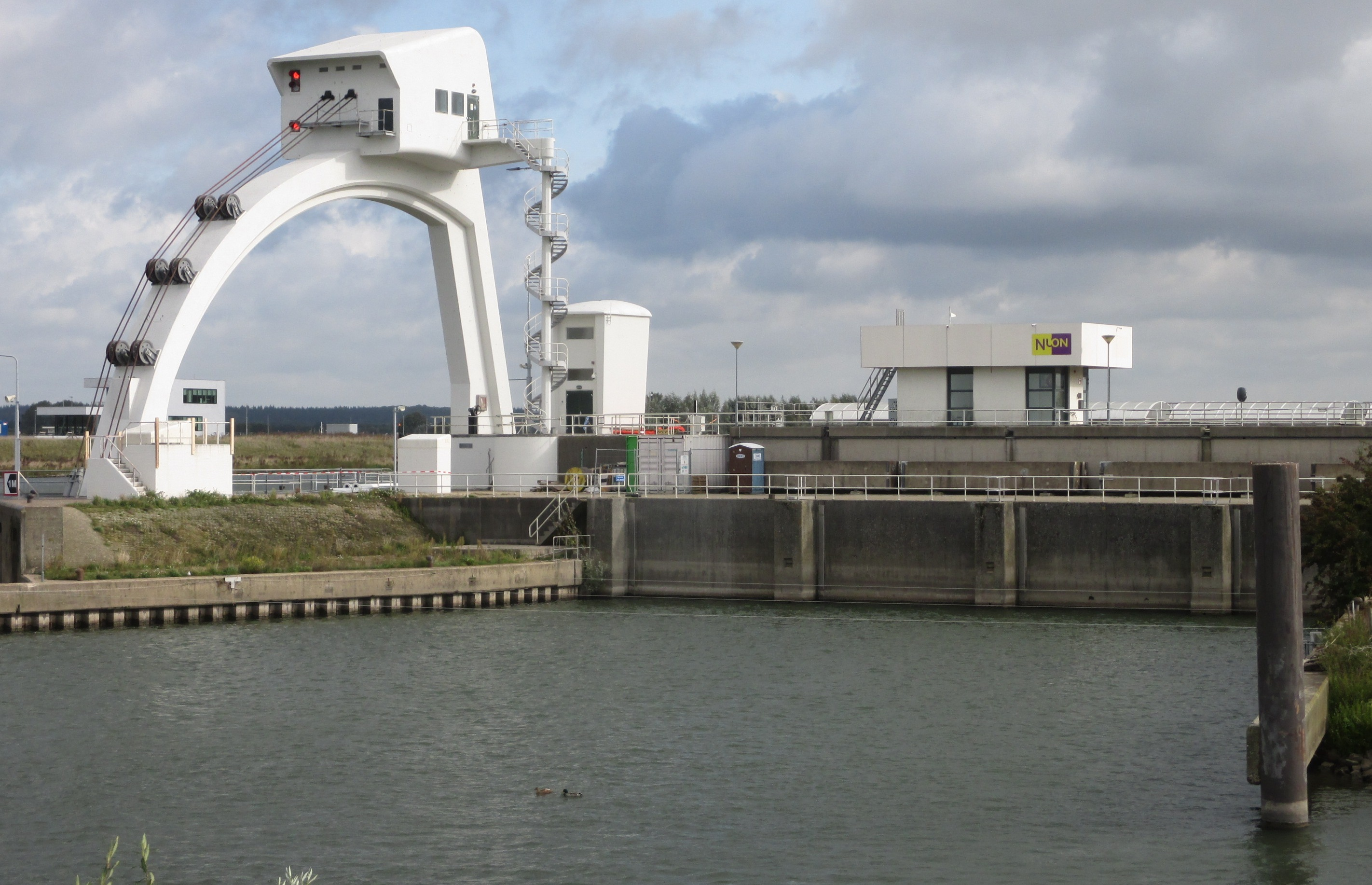
Centrale idroelettrica

La maggior parte delle tecniche di produzione di elettricità sono basate sull'uso di vapore in pressione, in cui dell'acqua pressurizzata viene scaldata a temperature molto elevate (talvolta anche oltre 600°) grazie all'utilizzo di una fonte di energia primaria; il vapore surriscaldato espande in una turbina che mette in rotazione un alternatore. L'uso di una turbina a vapore accoppiata a un alternatore è comune alla produzione elettrica da turbogas, nucleare, solare termodinamico, e geotermico.
Combinazioni turbina-alternatore sono comuni anche alla produzione da eolico ed idroelettrico, mentre solo il fotovoltaico e l'utilizzo di idrogeno nelle celle a combustibile non coinvolgono parti rotanti.

### Fonti primarie di energia
In generale per ottenere energia elettrica si usano comunemente le seguenti fonti di energia primaria:
- Combustibili fossili (Idrocarburi e carbon fossile)
- Combustibili rinnovabili, come il biogas, la biomassa, i rifiuti solidi urbani (RSU) o gli scarti di legname
- Nucleare
- Solare
- Eolica
- Idrica (Energia potenziale gravitazionale di una massa d'acqua, maree, moto ondoso, a "osmosi")
- Geotermica

## Impatto ambientale
Il termine considerato più rilevante in relazione all'impatto ambientale causato dal consumo di energia elettrica — o in realtà alla sua produzione sempre e contestualmente associata al consumo — è quello dovuto all'immissione in atmosfera di anidride carbonica (CO2) a causa dalla combustione di combustibili fossili nelle centrali termoelettriche. Mentre in passato erano stati sollevati dubbi sulla correlazione tra concentrazione della CO2 atmosferica ed effetto serra, principale responsabile del riscaldamento globale, recentemente anche l'ONU ha confermato esservi un sicuro legame causa effetto.
L'Istituto Superiore per la Protezione e la Ricerca Ambientale (ISPRA) ha l'incarico di effettuare con cadenza annuale una disamina della produzione elettrica nazionale con la sua ripartizione tra le diverse fonti di generazione (termoelettrica da vari combustibili e tecnologie, idroelettrica, eolica, fotovoltaica, geotermica, bioenergie) ognuna dotata di un proprio fattore di emissione. In tal modo è possibile tra l'altro determinare il fattore medio di emissione di anidride carbonica per kilowattora di energia elettrica consumata. Per l'anno 2016 tale fattore risulta essere per l'Italia di 330,6 grammi di CO2 per kilowattora.
Dato che la famiglia tipo italiana consuma indicativamente 2700 kWh/anno se ne deduce che ogni famiglia per effetto dei soli consumi elettrici domestici immette mediamente in atmosfera 893 kg di CO2 ogni anno.
Un altro termine utile per la valutazione il confronto e la minimizzazione dell'impatto ambientale — nelle applicazioni in cui vada considerato il possibile uso di energia elettrica — è il cosiddetto fattore di conversione in energia primaria. Esso è il fattore (a moltiplicare) che indica quanta energia si è consumata nelle centrali per produrre l'energia elettrica. Tale fattore va utilizzato assieme ad altri fattori (non elettrici) per valutare la prestazione energetica degli edifici ossia per redigere l'attestato di prestazione energetica rappresentato in estrema sintesi dalla classe in una scala che va dalla A (massima efficienza) alla G (minima efficienza).
Per raffrontare due possibili soluzioni di riscaldamento diverse — poniamo una con caldaia a gas e una con pompa di calore elettrica — e decidere qual è quella più efficiente sarebbe scorretto confrontare direttamente l'energia (termica) del gas ipoteticamente consumato con l'energia elettrica necessaria ad alimentare una pompa di calore operante nelle stesse condizioni di edificio e climatiche. Questo perché l'elettricità consumata deve essere a sua volta prodotta e per far ciò è richiesto un consumo di combustibili la cui energia è alquanto maggiore di quella elettrica. A livello nazionale il fattore di conversione in energia primaria più aggiornato (2015) è di 1,95 per la quota parte di energia elettrica della rete proveniente da fonti non rinnovabili. Detto più semplicemente un kilowattora di energia elettrica consumato equivale a bruciare nelle centrali 1,95 kilowattora di combustibili fossili (o assimilati) non rinnovabili.
In Europa il fattore medio di conversione dell'energia elettrica in energia primaria è fissato istituzionalmente a 2,5.
Questo stesso fattore di 2,5 è utilizzato ad esempio per definire la classe di efficienza in etichetta energetica per gli scaldabagni: potendo tali apparecchi essere sia a gas sia elettrici occorreva un indicatore rappresentativo del consumo "reale", quindi riferito, per i dispositivi elettrici, all'energia primaria consumata (mentre il gas è già un vettore energetico primario). In questo contesto, data anche la libera circolazione di merci all'interno dell'Unione, la scelta più logica appare quella di utilizzare il fattore medio elettrico europeo.
Analogamente il fattore appare esplicitamente nella raccomandazione europea sui criteri da applicare per la valutazione della prestazione energetica degli edifici.
Più recentemente la Commissione europea sta proponendo l'aggiornamento del fattore istituzionale a 2,0 in ragione dell'avvenuto incremento di generazione elettrica da energie rinnovabili e conseguente riduzione nel mix elettrico della frazione proveniente da centrali termolelettriche a combustibili fossili.
A livello delle singole nazioni europee si sono osservate disparità sia sui valori assoluti dei rispettivi fattori di conversione, ma anche nelle specifiche modalità con cui essi vengono calcolati. Per tale ragione è stato recentemente (2016) condotto uno studio su mandato della Commissione europea che delinea e raffronta tra loro quattro metodi diversi con cui calcolare il coefficiente di conversione da energia elettrica a energia primaria, peraltro dotati ognuno di una propria correttezza e coerenza.
Il termine più spesso indicato in pubblicazioni e documenti europei è quello inglese primary energy factor (PEF). Gli Stati Uniti preferiscono invece il termine source to site ratio, che è pur sempre il rapporto tra energia consumata alla fonte (quella dei combustibili) ed energia consumata in situ (ossia al punto di prelievo dell'utenza). Il fattore medio vale 3,14 (anno 2013) per l'energia elettrica di rete degli stati nordamericani e 2,05 per il Canada. Anche a livello degli organismi americani così come in Europa è in corso un dibattito per aggiornare la metodologia di calcolo integrando correttamente e con valori attuali i contributi delle energie rinnovabili. In tal caso il coefficiente USA andrebbe portato a 1,94.
Premesso che di fatto qualunque intervento umano ha un certo impatto sull'ambiente e che l'elenco non può e non vuole essere esaustivo, altri esempi di impatti significativi connessi alle varie modalità di produzione elettrica riguardano la tematica della sicurezza e delle scorie nucleari, l'impatto dei grandi impianti idroelettrici o ancora l'effetto visivo degli impianti.